# پدرو تورس
پدرو تورس (اسپانیایی: Pedro Torres‎؛ زادهٔ ۲۷ آوریل ۱۹۴۹) دوچرخه‌سوار اهل اسپانیا است. وی در مسابقات تور دو فرانس شرکت کرده است.